# توماس سكوت (نبال)
توماس سكوت (بالإنجليزية: Thomas Scott)‏ هو نبال أمريكي، ولد في 3 يناير 1833 في وارن في الولايات المتحدة، وتوفي في 23 يونيو 1911 في نوروود في الولايات المتحدة.

## وصلات خارجية
- توماس سكوت على موقع أوليمبيديا (الإنجليزية)